# Ascoli Calcio 1898 1994-1995
Questa pagina raccoglie le informazioni riguardanti l'Ascoli Calcio 1898 nelle competizioni ufficiali della stagione 1994-1995.

## Stagione
Nella stagione 1994-1995 l'Ascoli disputa il campionato di Serie B, si piazza diciottesimo con 34 punti e retrocede in Serie C1. Si tratta del primo torneo cadetto che assegna tre punti alla vittoria, con sole sette vittorie i bianconeri sfruttano poco questa epocale innovazione. Tre allenatori si sono alternati sulla panchina ascolana, nel tentativo fallito, di evitare la retrocessione, Mario Colautti, Angelo Orazi e Albertino Bigon. Nonostante il peggior attacco del torneo, con sole 27 reti all'attivo, per la quarta ed ultima stagione Oliver Bierhoff gioca con l'Ascoli, ed ancora una volta risulta il più prolifico in attacco, con 9 reti. Il tedesco nelle quattro stagioni giocate nelle Marche in totale ha realizzato 48 reti. Il 18 dicembre 1994 è morto il presidente ascolano Costantino Rozzi, lasciando un vuoto incolmabile ad Ascoli Piceno. Non è senz'altro per caso, che senza il "suo" presidente l'Ascoli scende in Serie C1, dopo ventitré stagioni disputate nelle due massime serie. Nella Coppa Italia i bianconeri vengono subito eliminati nel primo turno dal Como.

## Rosa
| N. |                     | Ruolo | Calciatore             |
| -- | ------------------- | ----- | ---------------------- |
|    | Italia (bandiera)   | D     | Paolo Benetti          |
|    | Germania (bandiera) | A     | Oliver Bierhoff        |
|    | Italia (bandiera)   | C     | Jonatan Binotto        |
|    | Italia (bandiera)   | P     | Marco Bizzarri         |
|    | Italia (bandiera)   | C     | Giovanni Bosi          |
|    | Italia (bandiera)   | C     | Cristiano Buttafuoco   |
|    | Italia (bandiera)   | C     | Carlo Cavaliere        |
|    | Italia (bandiera)   | D     | Carlo Cherubini        |
|    | Italia (bandiera)   | C     | Massimiliano Favo      |
|    | Italia (bandiera)   | D     | Massimiliano Fiondella |
|    | Italia (bandiera)   | D     | Salvatore Fusco        |
|    | Italia (bandiera)   | D     | Roberto Galia          |
|    | Italia (bandiera)   | C     | Daniele Grasso         |
|    | Italia (bandiera)   | A     | Giuseppe Incocciati    |

| N. |                   | Ruolo | Calciatore           |
| -- | ----------------- | ----- | -------------------- |
|    | Italia (bandiera) | P     | Andrea Ivan          |
|    | Italia (bandiera) | D     | Osvaldo Mancini      |
|    | Italia (bandiera) | D     | Carmelo Mancuso      |
|    | Italia (bandiera) | C     | Manolo Manoni        |
|    | Italia (bandiera) | D     | Luca Marcato         |
|    | Italia (bandiera) | C     | Michele Menolascina  |
|    | Italia (bandiera) | D     | Manuel Milana        |
|    | Italia (bandiera) | A     | Walter Mirabelli     |
|    | Italia (bandiera) | D     | Carlo Pascucci       |
|    | Italia (bandiera) | C     | Rubens Pasino        |
|    | Italia (bandiera) | D     | Gionatha Pazzi       |
|    | Italia (bandiera) | A     | Giovanni Spinelli    |
|    | Italia (bandiera) | C     | Pietro Zaini         |
|    | Italia (bandiera) | D     | Francesco Zanoncelli |

## Risultati

### Campionato

#### Girone di andata
| Arbitro: | Borriello (Mantova) |

|                         |           |  |
| Bierhoff 33’ Pasino 86’ | Marcatori |  |

| Arbitro: | Braschi (Prato) |

|             |           |  |
| Scapolo 15’ | Marcatori |  |

| Arbitro: | Lana (Torino) |

|              |           |            |
| Bierhoff 51’ | Marcatori | 62’ Pagano |

| Arbitro: | Pacifici (Roma) |

|                                        |           |                 |
| N. Amoruso 43’, 75’ Marcato 55’ (aut.) | Marcatori | 33’ Menolascina |

| Arbitro: | Cardona (Milano) |

|                   |           |  |
| Maiellaro 9’, 88’ | Marcatori |  |

| Ascoli Piceno 9 ottobre 1994 6ª giornata | Ascoli           | 0 – 0 | Cesena | Stadio Cino e Lillo Del Duca\| Arbitro: \| Arena (Ercolano) \| |
| Arbitro:                                 | Arena (Ercolano) |       |        |                                                                |

| Arbitro: | De Prisco (Nocera Inferiore) |

|             |           |                     |
| Cossato 65’ | Marcatori | 76’ (rig.) Bierhoff |

| Arbitro: | Dinelli (Lucca) |

|  |           |                          |
|  | Marcatori | 16’ Inzaghi 23’ De Vitis |

| Arbitro: | Bettin (Padova) |

|                                |           |  |
| De Silvestro 14’ Ricchetti 90’ | Marcatori |  |

| Arbitro: | Cardona (Milano) |

|                            |           |  |
| Bierhoff 56’ Cavaliere 87’ | Marcatori |  |

| Ascoli Piceno 13 novembre 1994 11ª giornata | Ascoli                       | 0 – 0 | Acireale | Stadio Cino e Lillo Del Duca\| Arbitro: \| De Prisco (Nocera Inferiore) \| |
| Arbitro:                                    | De Prisco (Nocera Inferiore) |       |          |                                                                            |

| Arbitro: | Bonfrisco (Monza) |

|                                     |           |                 |
| Buonocore 7’ Palmieri 65’ Negri 74’ | Marcatori | 50’ Menolascina |

| Ascoli Piceno 4 dicembre 1994 13ª giornata | Ascoli             | 0 – 0 | Como | Stadio Cino e Lillo Del Duca\| Arbitro: \| De Santis (Tivoli) \| |
| Arbitro:                                   | De Santis (Tivoli) |       |      |                                                                  |

| Arbitro: | Arena (Ercolano) |

|                |           |  |
| Della Morte 5’ | Marcatori |  |

| Arbitro: | Amendolia (Messina) |

|                                             |           |  |
| Incocciati 42’ Bierhoff 60’ Menolascina 90’ | Marcatori |  |

| Vicenza 23 dicembre 1994 16ª giornata | Vicenza             | 0 – 0 | Ascoli | Stadio Romeo Menti\| Arbitro: \| Borriello (Mantova) \| |
| Arbitro:                              | Borriello (Mantova) |       |        |                                                         |

| Ascoli Piceno 8 gennaio 1995 17ª giornata | Ascoli          | 0 – 0 | Venezia | Stadio Cino e Lillo Del Duca\| Arbitro: \| Braschi (Prato) \| |
| Arbitro:                                  | Braschi (Prato) |       |         |                                                               |

| Arbitro: | Farina (Novi Ligure) |

|                                                   |           |                     |
| Pizzi 44’ (rig.) P. Poggi 48’ Pascucci 61’ (aut.) | Marcatori | 71’ (rig.) Bierhoff |

| Ascoli Piceno 22 gennaio 1995 19ª giornata | Ascoli               | 0 – 0 | Verona | Stadio Cino e Lillo Del Duca\| Arbitro: \| D. Messina (Bergamo) \| |
| Arbitro:                                   | D. Messina (Bergamo) |       |        |                                                                    |

#### Girone di ritorno
| Arbitro: | Trentalange (Torino) |

|                                                               |           |             |
| Di Francesco 6’ Paci 16’ (rig.), 69’ Giusti 22’ Simonetta 74’ | Marcatori | 63’ Benetti |

| Arbitro: | Cesari (Genova) |

|  |           |            |
|  | Marcatori | 47’ Morfeo |

| Arbitro: | Franceschini (Bari) |

|                                 |           |          |
| Cornacchini 20’, 89’ Dicara 22’ | Marcatori | 17’ Favo |

| Ascoli Piceno 26 febbraio 1995 23ª giornata | Ascoli               | 0 – 0 | Fidelis Andria | Stadio Cino e Lillo Del Duca\| Arbitro: \| Farina (Novi Ligure) \| |
| Arbitro:                                    | Farina (Novi Ligure) |       |                |                                                                    |

| Arbitro: | D. Messina (Bergamo) |

|             |           |  |
| Binotto 10’ | Marcatori |  |

| Arbitro: | Dinelli (Lucca) |

|               |           |  |
| Scarafoni 45’ | Marcatori |  |

| Ascoli Piceno 19 marzo 1995 26ª giornata | Ascoli                                 | 0 – 0 | Chievo | Stadio Cino e Lillo Del Duca\| Arbitro: \| Pellegrino (Barcellona Pozzo di Gotto) \| |
| Arbitro:                                 | Pellegrino (Barcellona Pozzo di Gotto) |       |        |                                                                                      |

| Arbitro: | Quartuccio (Torre Annunziata) |

|                                                  |           |  |
| Inzaghi 10’ Piovani 17’, 54’ De Vitis 35’ (rig.) | Marcatori |  |

| Arbitro: | Beschin (Legnago) |

|  |           |                               |
|  | Marcatori | 31’ (aut.) Marcato 81’ Strada |

| Arbitro: | Bolognino (Milano) |

|            |           |              |
| Baroni 90’ | Marcatori | 20’ Bierhoff |

| Arbitro: | Franceschini (Bari) |

|  |           |               |
|  | Marcatori | 70’ Cavaliere |

| Ascoli Piceno 23 aprile 1995 31ª giornata | Ascoli        | 0 – 0 | Cosenza | Stadio Cino e Lillo Del Duca\| Arbitro: \| Rosica (Roma) \| |
| Arbitro:                                  | Rosica (Roma) |       |         |                                                             |

| Arbitro: | Farina (Novi Ligure) |

|                                      |           |             |
| Catelli 59’ Parente 64’ G. Rossi 71’ | Marcatori | 39’ Binotto |

| Arbitro: | Dinelli (Lucca) |

|                                                         |           |                                               |
| Bierhoff 26’, 81’ Milana 70’ Zanoncelli 72’ Binotto 87’ | Marcatori | 47’ Bruno 52’ Pittalis 79’ Ayew 90’ W. Monaco |

| Arbitro: | Arena (Ercolano) |

|  |           |                                                    |
|  | Marcatori | 22’ (aut.) Gelsi 39’ Binotto 57’ (rig.) Zanoncelli |

| Ascoli Piceno 21 maggio 1995 35ª giornata | Ascoli          | 0 – 0 | Vicenza | Stadio Cino e Lillo Del Duca\| Arbitro: \| Cesari (Genova) \| |
| Arbitro:                                  | Cesari (Genova) |       |         |                                                               |

| Arbitro: | Lana (Torino) |

|                                        |           |  |
| Vieri 20’ Pittana 23’, 64’ Cerbone 49’ | Marcatori |  |

| Arbitro: | Braschi (Prato) |

|                     |           |                                                         |
| Bertotto 39’ (aut.) | Marcatori | 24’ Scarchilli 45’, 79’ Pizzi 54’ P. Poggi 60’ Rossitto |

| Arbitro: | Racalbuto (Gallarate) |

|                                                             |           |  |
| Garofalo 23’, 49’ Cammarata 33’ Ficcadenti 76’ Bellotti 88’ | Marcatori |  |

### Coppa Italia
| Arbitro: | Farina (Novi Ligure) |

|              |           |  |
| G. Rossi 49’ | Marcatori |  |